# 소하 알리 칸
소하 알리 칸(Soha Ali Khan, 1978년 10월 5일 ~ )은 인도의 배우이다.

## 출연 작품
- 10월 31일 (2015)
- War Chod Na Yaar (2013)
- 99 (2009)
- 텀 마일 (2009)
- 뭄바이 커팅 (2008)
- 랑 데 바산티 (2006)
- 매리지 넘버 원 (2005)

## 같이 보기
- 인도 영화 배우 목록